# 해도면
해도면(海島棉, sea island cotton, extra-long staple cotton)은 목화속 식물의 일종이다. 고급 면직물에 사용되는 길이 34 밀리미터 이상의 ELS 섬유를 뽑아내기 위해 재배한다.
열대성 여러해살이 식물로, 노란 꽃을 피우고 검은 씨가 맺힌다. 잘 자라려면 일조량이 많고 습도가 높고 비가 많이 내려야 한다. 페놀성 유독성분 고시폴을 함유하고 있어 병충해에 내성이 있다.